# Leccionario 3
El Leccionario 3 (designado por la sigla ℓ 3 en la clasificación de Gregory-Aland) es un antiguo manuscrito del Nuevo Testamento, paleográficamente fechado en el siglo XI d. C. y fue escrito en griego.
Son un total de 281 hojas de 29 x 22,5 cm. El texto está escrito en dos columnas, con unas 19 líneas por columna. Este codex contienen lecciones de los evangelios, pero con algunas lagunas.
Actualmente se encuentra en la Lincoln College (Gr. II. 15).